# Guy Herlory
Guy Herlory, né le 14 décembre 1920 à Metz et mort le 14 janvier 2013 à Saint-Malo, est un homme politique français, membre du Front national.

## Biographie
Avant de se lancer en politique, Guy Herlory exerce la profession de médecin.
Il fut élu député de Moselle en 1986 sur une liste du Front national. Son mandat est écourté par la dissolution de l'Assemblée nationale.
Il se représente en 1997 dans la première circonscription de la Moselle, mais n'est pas élu.
Il fut aussi conseiller régional de Lorraine, président du groupe FN au Conseil régional, et secrétaire régional du FN lorrain. Lors des élections régionales de 2010, il fut d'ailleurs présent en position non-éligible sur la liste d'extrême-droite menée par Thierry Gourlot.
En 2006, il a failli être tué dans un accident de la route : il s'en sort indemne ainsi que son épouse Annick.
Lors de l'élection du président du FN au Congrès de Tours, il a soutenu Bruno Gollnisch, lequel a été battu par son adversaire Marine Le Pen.
Guy Herlory meurt le 14 janvier 2013 à l'âge de 92 ans.